# مسیه ۱۹
مسیه ۱۹(به انگلیسی: Messier 19) یا ان‌جی‌سی ۶۲۷۳ یک خوشه ستاره‌ای کروی در صورت فلکی مارافسای است که فاصله آن از زمین بیست و هفت هزار سال نوری و قدر ظاهری آن ۸.۵ است.

## نگارخانه

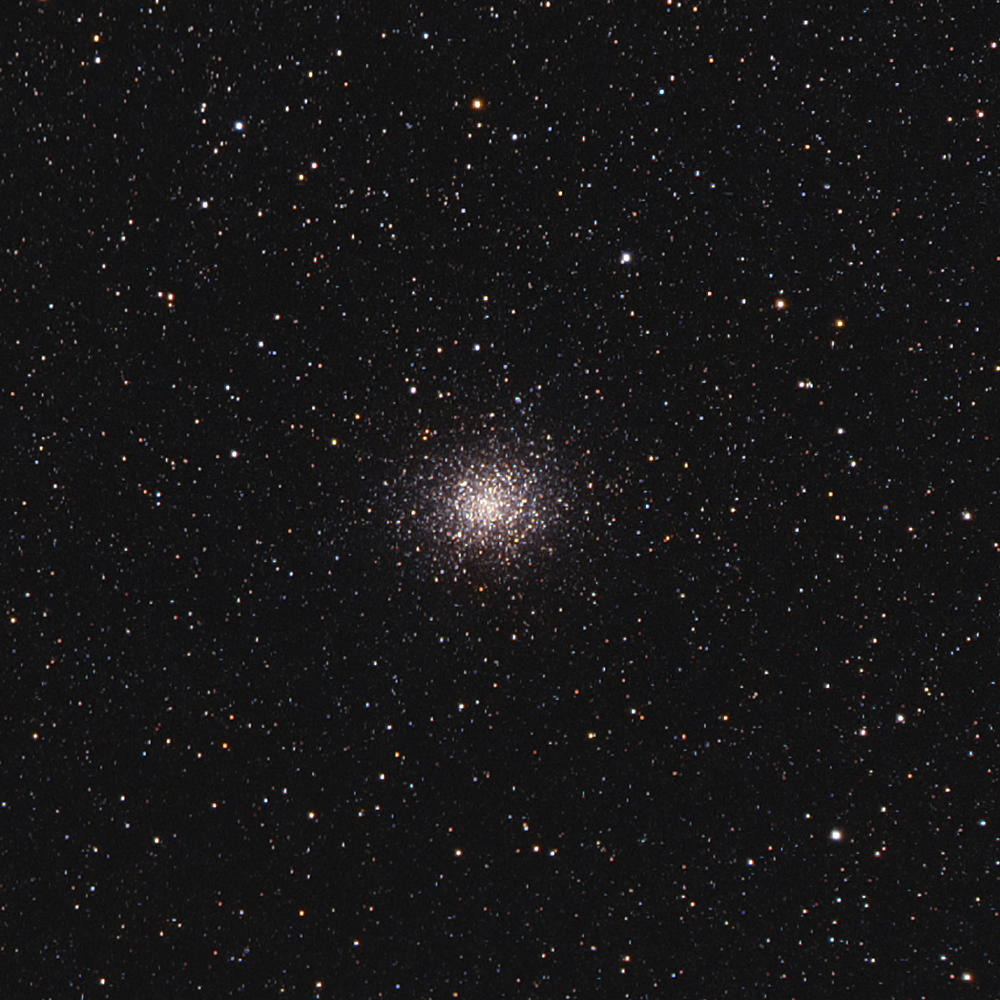
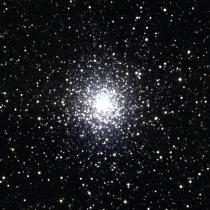